# عدد مركزي ثماني السطوح
في الرياضيات، عدد مركزي ثماني السطوح أو عدد هاوي ثماني السطوح هو عدد مجازي يحسب نقاط شبكة عددية صحيحة ثلاثية الأبعاد تقع داخل ثماني السطوح مركزها الأصل. الأرقام نفسها هي حالات خاصة لأرقام ديلانوي، والتي تحسب مسارات الشبكة ثنائية الأبعاد معينة. تمت تسمية الأرقام على اسم رينيه جاست هاوي.

## تاريخ
يأتي اسم "رقم هاوي ثماني السطوح" من عمل رينيه جوست هاوي، وهو عالم معادن فرنسي نشط في أواخر القرن الثامن عشر وأوائل القرن التاسع عشر. يقترب "بناء هاوي" الخاص به من شكل ثماني السطوح باعتباره مكعبًا متعدد الأشكال، ويتشكل عن طريق تراكم طبقات متحدة المركز من المكعبات على مكعب مركزي. تحسب أرقام ثماني السطوح المركزية المكعبات المستخدمة في هذا البناء. اقترح هاوي هذا البناء، والعديد من البناءات ذات الصلة لمتعددات السطوح الأخرى، كنموذج لبنية المعادن البلورية.

## صيغة
يتم تحديد عدد نقاط الشبكة ثلاثية الأبعاد ضمن n خطوة من الأصل بالصيغة
{\displaystyle {\frac {(2n+1)\left(2n^{2}+2n+3\right)}{3}}}
الأرقام القليلة الأولى من هذه الأرقام (بالنسبة إلى n = 0، 1، 2، ...) هي
1، 7، 25، 63، 129، 231، 377، 575، 833، 1159، ...
دالة توليد الأرقام الثمانية السطوح المركزية هي 
{\displaystyle {\frac {(1+x)^{3}}{(1-x)^{4}}}.}
تخضع الأرقام الثمانية السطوح المركزية لعلاقة التكرار 
{\displaystyle C(n)=C(n-1)+4n^{2}+2.}
يمكن أيضًا حسابها كمجموع أزواج من الأرقام الثمانية السطوح المتتالية.

## تفسيرات بديلة

63 مسارات ديلانوي عبر شبكة 3 × 3

يعتبر ثماني السطوح في الشبكة الصحيحة ثلاثية الأبعاد، والذي يتم حساب عدد نقاط الشبكة فيه بواسطة عدد ثماني السطوح المركزي، كرة مترية لهندسة سيارة الأجرة ثلاثية الأبعاد، وهي هندسة يتم فيها قياس المسافة بمجموع المسافات الإحداثية بدلاً من المسافة الإقليدية. ولهذا السبب، أطلق لوثر & ميرتنز (2011) على الأرقام الثمانية السطوح المركزية اسم "حجم الكرة البلورية".
يمكن النظر إلى الأرقام نفسها كأرقام مجسمة بطريقة مختلفة، مثل الأرقام المجسمة المركزية التي يتم إنشاؤها بواسطة هرم خماسي. وهذا يعني أنه إذا تم تشكيل سلسلة من القذائف المتحدة المركز في ثلاثة أبعاد، حيث تتكون القذيفة الأولى من نقطة واحدة، وتتكون القذيفة الثانية من الرؤوس الستة للهرم الخماسي، وتشكل كل قذيفة متتالية هرمًا خماسيًا أكبر مع عدد مثلثي من النقاط على كل وجه مثلثي وعدد خماسي من النقاط على الوجه الخماسي، فإن العدد الإجمالي للنقاط في هذا التكوين هو عدد ثماني السطوح مركزي.
الأرقام الثمانية السطوح المركزية هي أيضًا أرقام ديلانوي من النموذج D (3، n ). أما بالنسبة لأرقام ديلانوي بشكل عام، فإن هذه الأرقام تحسب المسارات من الزاوية الجنوبية الغربية لشبكة 3 × n إلى الزاوية الشمالية الشرقية، باستخدام خطوات تذهب وحدة واحدة شرقًا أو شمالًا أو شمال شرقًا.